# Озерки (Арзамаський район)
Озерки (рос. Озерки) — присілок в Арзамаському районі Нижньогородської області Російської Федерації.
Населення становить 23 особи. Входить до складу муніципального утворення Березовська сільрада.

## Історія
Від 2009 року входить до складу муніципального утворення Березовська сільрада.

## Населення
| 2002 | 2010 |
| ---- | ---- |
| 26   | ↘23  |